# Vinisjte
Vinisjte (bulgariska: Винище) är ett distrikt i Bulgarien.   Det ligger i kommunen Obsjtina Montana och regionen Montana, i den nordvästra delen av landet, 90 km norr om huvudstaden Sofia.
Trakten runt Vinisjte består till största delen av jordbruksmark. Runt Vinisjte är det ganska tätbefolkat, med 70 invånare per kvadratkilometer.